# Nippur
Nippur (sumerisch Nibru, akkadisch Nibbur) war eine sumerische Stadt, deren Geschichte bis in das 5. Jahrtausend v. Chr. zurückgeht.  Sie liegt etwa 180 km südöstlich des heutigen Bagdad (Irak).

## Geschichte
In Nippur befand sich der Haupttempel des Himmels- und Schöpfergottes Enlil. Daraus erwuchs für Nippur die Rolle als religiöses Zentrum Sumers, die auch unter verschiedensten Machtkonstellationen, etwa im Reich von Akkad, unter der Hegemonie der II. Dynastie von Lagasch oder der III. Dynastie von Ur erhalten blieb. Primär auf Letztere gehen die typischen sumerischen Tempelbauten zurück.
Aus kassitischer Zeit (Burna-Buriasch II. bis zum Ende der Regierung von  Kaschtiliasch IV.) sind aus Nippur zahlreiche Wirtschaftstexte überliefert. Sowohl der König selber als auch der Tempel des Gottes Enlil hatten in der Stadt ausgedehnten Landbesitz. Die Besteuerung des Tempels unterlag jedoch königlicher Kontrolle. Auch das Bewässerungssystem unterstand dem Herrscher und wurde durch den GÙ.EN.NA beaufsichtigt.
Kadašman-Turgu führte Arbeiten am È.KUR (Enlil-Tempel) von Nippur durch. Zahlreiche Lapislazuli-Platten belegen Weihungen,  vor allem Enlil, Ninlil, Ninurta und Nusku wurden bedacht. Einige Priester sind namentlich bekannt, wie zum Beispiel Ninurta-reṣ-ušu zur Zeit von Nazi-Maruttaš. Auch Adad-šuma-uṣur baute  am È.KUR.
Nippur war bis ins 8. Jahrhundert n. Chr. bewohnt. Es war eine muslimische Stadt, die aber auch Bischofssitz war.

## Ausgrabungen
Die Ruinenstätte, das heutige Nuffar (Niffer) wird seit dem Ende des 19. Jahrhunderts in Grabungskampagnen primär von amerikanischen Forschergruppen erforscht. In den Jahren 1889–90 entdeckte die Babylonische Expedition der University of Pennsylvania zahlreiche kassitische Wirtschaftstexte. Weitere Dokumente wurden im sogenannten „Tablet Hill“ zwischen 1893 und 1895 ergraben. Aufgrund des hohen Alters der Stadt, die zudem wegen ihrer auch von kriegführenden Gruppen akzeptierten Rolle als religiöses Zentrum weniger stark zerstört wurde als andere Städte, konnten hier besonders gute Ergebnisse erzielt werden.
Die im Tempel E gefundene, aus einer Kupfer-Legierung bestehende, sogenannte Nippur-Elle stellt den ältesten dinglichen Maßstab dar. Wohl aufgrund seines Gewichtes von 45,5 kg blieb er von der Plünderung verschont.
Ein bedeutendes Fundstück der Ausgrabungen der University of Pennsylvania ist eine 21,5 mal 17 Zentimeter große Tontafel mit einem Stadtplan von Nippur, der bis heute älteste bekannte Stadtplan der Welt, datiert auf etwa 1400 v. Chr. Es befindet sich mit der Hilprecht-Sammlung in der Universität Jena.

## Tempel

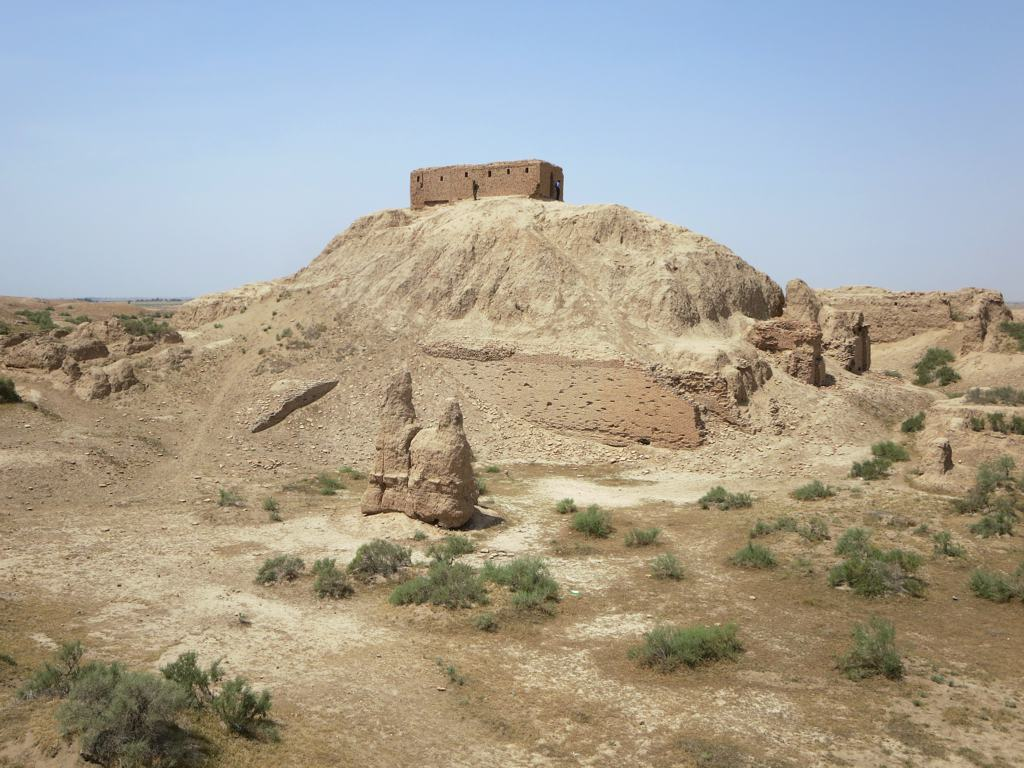
Nippur mit der Zikkurat, 2016

Wichtig waren vor allem É.KUR, der Tempel des Enlil, der drei Tore besaß, und É.ŠU.ME.DU (esumetum, eschumesha?), der Tempel des Ninurta. É.KUR besaß seit dem Ende des 3. Jahrtausends eine Ziqqurrat, die bis ins 1. Jahrtausend v. Chr. bezeugt ist.

## Schriftzeugnisse

### Ein Text über Landwirtschaft
Nach dem Fund von acht Bruchstücken eines Textes, den man heute als Bauernkalender bezeichnen würde, fand man 1950 eine sieben mal 11,5 Zentimeter große, 3500 Jahre alte Tontafel, die von den Sumerologen Kramer, Benno Landsberger und Jacobson wie folgt übersetzt wurde und als einer der ältesten Texte über den Ackerbau gilt:
„Ehe du deine Äcker bestellst, öffne die Bewässerungsgräben, aber ertränke die Felder nicht! Bewache das durchfeuchtete Erdreich, dass es eben wie eine Tafel bleibt. Lass es nicht von umherirrenden Ochsen zertrampeln! Alle Eindringlinge sollst du schleunigst verjagen.
Dann bereite die Felder für die Saat vor. Säubere es mit spitzen Hacken und reiße die Stoppeln mit der Hand aus. Wenn das Feld in der Sonne brennt, teile es in vier Teile und netze einen Teil um den anderen, damit du in deiner Arbeit nicht aufgehalten wirst. Steck deine Geräte mit deinem Eifer an, dass sie singen. Selbst die Kinder deiner Knechte sollen beim Ausbessern von Körben, von Jochbalken und Peitschen helfen.
Ehe du mit dem Pflügen beginnst, lass den Boden zweimal mit der Breithaue und einmal mit der Spitzhacke aufbrechen. Notfalls nimm einen Hammer zu Hilfe, um spröde Brocken zu zerkleinern. Walze das Feld glatt und zieh einen Zaun darum. Hab ein Auge auf dein Gesinde!
Beim Pflügen achte darauf, dass die Zunge des Pfluges tief genug in das Feld dringt. Aus dem Säerohr das am Pflug befestigt ist, sollen die Körner zwei Finger tief in das Erdreich rieseln. Zieh die neuen Furchen quer zu den Furchen des Vorjahres. Sorge dafür, dass nicht Erdklumpen dem Korn das Sprießen schwer machen.
An dem Tag da sich das Feld begrünt, richte dein Gebet an die Göttin der Feldmäuse und allen Ungeziefers, auf dass sie deine Felder verschone. Verjage die geflügelten Diebe, die Vögel.
Wenn das Korn so hoch ist wie eine Matte, gib ihm Wasser. Noch zweimal sollst du die Bewässerungsgräben öffnen, insgesamt viermal.
Steht das Korn dann in voller Kraft, schneide es. Lass den Dreschschlitten so lange über die Halme ziehen, bis die Ähren leer sind.
Geworfelt sollen die Körner solange werden, bis sie von allem Schmutz und aller Spreu befreit sind. Zuletzt bedenke, dass diese Ratschläge zwar aus meinem Munde kommen, aber vom Gott der Fluren, dem Sohn des Enlil gegeben sind.“

### Das Murašû-Archiv
Das Murašû-Archiv gehörte zu einer gleichnamigen Familie von Unternehmern, die in der 2. Hälfte des fünften Jahrhunderts v. Chr. in Nippur aktiv waren.
Die Texte des Archivs wurden 1893 in Nippur ausgegraben. Die 830 bisher bekannten und publizierten, spätbabylonischen Texte befinden sich heute in Museen in Berkeley, Istanbul, Jena, London und Philadelphia. Ein Teil der Keilschrifttafeln trägt aramäische Glossen. Zu dem Archiv gehörten auch aramäische Urkunden, die in den Keilschrifttexten erwähnt werden, von denen heute nur noch Bullen von Siegeln zeugen. Das Archiv hat eine Laufzeit von 454 v. Chr. (Artaxerxes I.) bis 404 v. Chr. (Artaxerxes II.).
Die meisten Urkunden wurden im Namen von Murašûs Sohn Enlil-Schum-iddin und seinem Enkel Rimut-Ninurta verfasst. Der letzte Besitzer des Archives war jedoch ein Agent des Arsames, eines persischen Prinzen und Satrapen Ägyptens. Die Urkunden betreffen Pachtverträge, Quittungen für Pachtzinsen und Steuern sowie Schuldscheine. Die Murašûs managten kultivierbares Ackerland, d. h. Kronland, Domänen von Mitgliedern des Hofes oder hohen Beamten sowie Tempelländereien. Kronland wurde von der Regierung an Kleinbauern verpachtet, die dafür Steuern und Militärdienst zu leisten hatten. Die Murašûs hielten Nutzrechte an solchen Ländereien und verpachteten diese an Kleinbauern.
Das Murašû-Archiv ist die umfangreichste Quelle zu den wirtschaftlichen Verhältnissen in Mesopotamien unter den Achämeniden.

### Zu den Tempeln
- Tim Clayden, Bernhard Schneider: Assurbanipal and the Ziggurat at Nippur. In: Kaskal. Band 12, 2015, ISSN 1971-8608, S. 337–348, doi:10.1400/239742.

### Zum landwirtschaftlichen Text
- Robert D. Biggs: A Letter from Kassite Nippur. In: Journal of Cuneiform Studies. Band 19, Nr. 4, S. 1965, 95–102, JSTOR:1359113.

### Zum Murašû-Archiv
- Michael David Coogan: West Semitic Personal Names in the Murašû Documents (= Harvard Semitic Monographs. 7). Scholars Press, Missoula MT 1976, ISBN 0-89130-019-8.
- Franziska Ede: Murashu. In: Das wissenschaftliche Bibellexikon im Internet (WiBiLex), Dezember 2018.
- Michael Jursa: Neo-Babylonian Legal and Administrative Documents. Typology, Contents and Archives (= Guides to the Mesopotamian Textual Record. 1). Ugarit-Verlag, Münster 2005, ISBN 3-934628-69-9.
- Matthew W. Stolper: Murašû. In: Erich Ebeling, Bruno Meissner: Reallexikon der Assyriologie und Vorderasiatischen Archäologie. Band 8: Meek – Mythologie. de Gruyter, Berlin u. a. 1993 (1995), ISBN 3-11-014809-9, S. 427–429.
- Matthew W. Stolper: Entrepreneurs and Empire. The Murašû Archive, the Murašû Firm, and Persian Rule in Babylonia (= Uitgaven van het Nederlands Historisch-Archaeologisch Instituut te Istanbul. 54). Nederlands Instituut voor het Nabije Oosten, Istanbul 1985, ISBN 90-6258-054-8 (Zugleich: Ann Arbor, University of Michigan, Dissertation, 1974).
- Matthew W. Stolper: Fifth Century Nippur: Texts of the Murašûs and from Their Surroundings. In: Journal of Cuneiform Studies. Band 53, 2001, S. 83–132, JSTOR:1359979.
- Govert van Driel: The Murašûs in Context. In: Journal of Economic and Social History of the Orient. Band 32, Nr. 2, 1989, ISSN 0022-4995, S. 203–229, JSTOR:3631976.
- Veysel Donbaz, Matthew W. Stolper: Istanbul Murašû Texts (= Uitgaven van het Nederlands Historisch-Archaeologisch Instituut te Istanbul. 79). Nederlands Historisch-Archaeologisch Instituut, Istanbul 1997, ISBN 90-6258-080-7

Koordinaten: 32° 7′ 34″ N, 45° 13′ 51″ O